# Chiesa di Sant'Andrea Apostolo (Lendinara)
La Chiesa di Sant'Andrea Apostolo è un edificio religioso ubicato a Rasa, frazione del comune di Lendinara.
La chiesa, edificata sul precedente edificio citato già nel XII secolo, è, nella suddivisione territoriale della chiesa cattolica, collocata nel vicariato di Lendinara-San Bellino, a sua volta parte della diocesi di Adria-Rovigo, ed è sede parrocchiale.

## Storia
Le prime notizie di un edificio sacro nella zona crea confusione con la vicina chiesa parrocchiale di Ramodipalo, San Giacomo Apostolo, in quanto non vi fu alcuna distinzione tra le attuali due frazioni del comune di Lendinara, abitato che nel XII secolo citato come "Ramo di palo", toponimo legato alla palude (in latino palus) che si era generata dal disalveamento delle acque dell'Adige, fiume il cui alveo originariamente attraversava il territorio, acqua stagnante che rimase per almeno 150 anni cancellando così le arginature dei corsi d'acqua fino alla riemersione del terreno sulla destra di quello che era rinominato Adigetto. Tuttavia la fonte consultata afferma che entrambi gli edifici sacri presenti nei pressi delle due rive erano stati edificati certamente non prima del XII secolo.
Alcune fonti affermano che una chiesa con titolazione a Sant'Andrea fu presumibilmente costruita nel 1177 su iniziativa dei monaci dell'Abbazia territoriale della Vangadizza, a quel tempo retta dalla congregazione camaldolese, e che dal 961 (come ordine di San Benedetto) esercitava la sua giurisdizione ecclesiastica in zona. Di questo originario edificio se ne conosce l'aspetto grazie a un disegno conservato presso l'archivio parrocchiale. si trattava di una chiesa con pianta a croce greca, caratterizzata dall'unica navata e priva di campanile.
Con la perdita, all'inizio del XV secolo, del potere temporale dell'abbazia, il territorio passa sotto il controllo dell'arcidiocesi di Ravenna, tuttavia si registra la prima visita pastorale da parte della sua nuova suddivisione territoriale solo nel 1473, ad opera del monsignore Antonio De Gottis, vicario generale dell'allora arcivescovo cardinale Bartolomeo Roverella. Altre informazioni sull'aspetto dell'interno ci arrivano dalla relazione di una successiva visita pastorale, quella del vescovo di Adria Giulio Canani del 1564, dove la si descrive dotata di tre altari dedicati rispettivamente al Santissimo Sacramento, alla Madonna e a santa Lucia. Il 7 novembre 1792 la chiesa di Rasa passa sotto la diocesi di Adria insieme all'Abbazia della Vangadizza. Nel corso dell'800 gli altari diventano 6: l'altare Maggiore, il Santissimo Sacramento, della Madonna del Rosario, della Visitazione, del Crocefisso, di Sant'Andrea.
L'attuale chiesa presenta pianta a croce latina, proviene dalla ricostruzione del tempio precedente avvenuta nel corso dell'Ottocento. All'anno 1815 risale la costruzione del pavimento. Nel 1896 viene innalzata la navata centrale, e vengono aperte le finestre laterali a forma di mezzaluna. Nel 1903 viene rifatto il pavimento in marmo di Verona, a cura di Benedetto Ferrari di Valpolicella; lo stesso costruisce le balaustre in marmo dell'altare maggiore nello stesso anno. Il 28 agosto 1904 viene solennemente consacrata dal vescovo Mons. Antonio Polin, e viene collocato nella cantoria in controfacciata l'organo della ditta Malvestio di Padova (ha un solo manuale e 11 registri). Nel 1908 viene ricostruito l'altare di Sant'Andrea dai fratelli Zanchetta di Pove del Grappa (VI). All'anno 1910 risale invece la rifusione del concerto di 5 campane ad opera della ditta Cavadini di Verona. Il concerto precedente, a esclusione della campanella (fusa nel 1386 da fonditore anonimo e priva di decorazioni), era stato benedetto nel 1884. Le campane (dalla maggiore alla piccola) sono dedicate a sant'Andrea, alla beata Vergine del Rosario, a san Bellino vescovo e martire, a sant'Antonio da Padova e a san Luigi Gonzaga. Nel 1916, su iniziativa del parroco don Luigi Cavazzini, viene eretta la cappella della Beata Vergine del Carmine sul lato sinistro della chiesa, per poter contenere i resti mortali dei caduti della prima guerra mondiale. L'altare interno è stato progettato dall'ing. Giacomo Prearo di Rasa, mentre la tela è opera del pittore Nino Bertocchi di Bologna.